# Hello World (film)
A Hello World 2015-ben bemutatott japán dokumentumfilm, melyet a Scandal japán pop-rock együttes hasonló nevű világ körüli turnéja során vettek fel, rendezője Okavaza Csie volt. 
2015. október 17-én debütált a United Cinemas mozijaiban.

## Marketing és bemutató
2015. július 20-án az együttes YouTube-csatornáján közzétett  62 másodperces beharangozó videóval jelentették be a dokumentumfilmet. 2015. szeptember 3-án újabb videót töltöttek fel a filmről. A japán BS Fuji televízióadó 2015. október 10-én Scandal Documentary Film: Hello World – Opening Commemoration Special Live Selection néven leadott egy koncertrészletet, aminek anyaga korábban a Stamp! kislemez korlátozott kiadásaihoz járó DVD-kre is felkerült. A filmet 2015. október 17-én 1–2 hétre korlátozott vetítésben mutatták be a japán United Cinemas mozijaiban, ám a nagy érdeklődés végett bizonyos mozikban egészen november 6-ig kitolták a vetítést. A Hello World főcímdala az együttes Csiiszana honó (ちいさなほのお, ’Kis láng’) című dala volt, melynek letöltőkódját a látogatók a mozijegy mellé megkapták. A Hello Worldöt 2015. december 12-én a chilei, a mexikói és a perui mozikban is bemutatták, spanyol felirattal. A film 2015. december 23-án Scandal Documentay Film: Hello World címmel DVD-n és BD-n is megjelent. A nemzetközi piacon a brit JPU Records jelentette meg a filmet 2016 márciusának elején.